# Hernandes Dias Lopes
Hernandes Dias Lopes (Nova Venécia, 15 de julho de 1959), é doutor em Ministério, pastor presbiteriano e continuacionista brasileiro, teólogo, professor, conferencista, escritor de mais de cento e cinquenta (150) livros, apresentador do programa "Verdade e Vida" da Igreja Presbiteriana do Brasil (por meio de sua Agência Presbiteriana de Evangelização e Comunicação - APECOM), ao ar todos os sábados pela Rede Bandeirantes. Ademais, é diretor executivo do Ministério "Luz Para o Caminho - LPC".
Fez parte da comissão presbiteriana para avaliar a situação da Maçonaria na Igreja Presbiteriana do Brasil, cujo entendimento final foi pela incompatibilidade entre ambas as instituições.

## História
Nascido aos 15 de julho de 1959, em Nova Venécia, Estado do Espírito Santo, é um dos seis filhos do agricultor Francisco Dias Lopes e de Alaíde de Souza Lopes, já falecidos. Objetivava, até seus 18 anos, ser advogado e político, mas, segundo o próprio Dr. Hernandes, sentiu-se vocacionado ao Ministério da Palavra e ingressou no Seminário Presbiteriano do Sul.
Em 1981, aos 22 anos, bacharela-se em Teologia pelo Seminário Presbiteriano do Sul. No ano seguinte, 1982, torna-se pastor da Primeira Igreja Presbiteriana de Bragança Paulista, a qual pastoreia até 1984. Neste ínterim, casa-se com Udemilta "Tinha" Pimentel Lopes, de cuja relação vieram os filhos Thiago Pimentel Dias Lopes (deste veio seu primeiro neto, Bento), engenheiro eletricista, e Mariana Pimentel Dias Lopes, advogada.
Em 1985, passou a pastorear a Primeira Igreja Presbiteriana de Vitória, tendo sido seu pastor titular até por volta de 2022 e, desde então, seu pastor auxiliar. Eis que, em 2012 deixou de ser o único Pastor Efetivo da PIPB de Vitória para dividir o cargo com o Rev. Jailto Lima do Nascimento, de modo que a PIPBVIT contou com dois pastores efetivos naquele ínterim. Posteriormente, o Rev. Jailto passou a ser o pastor efetivo e o Rev. Hernandes, pastor auxiliar. 
Desde 2012 tem sido Pastor Cooperador na Igreja Presbiteriana de Pinheiros.
Em 2020, padeceu com a COVID-19, doença da qual se recuperou totalmente em novembro do mesmo ano. Neste ínterim, Rev. Hernandes, juntamente com a Editora Hagnos, anunciou o lançamento de sua "Bíblia de Pregação Expositiva - Hernandes Dias Lopes", fruto de um trabalho de décadas.

## Vida Acadêmica
Iniciou os estudos teológicos no Seminário Presbiteriano do Sul, concluindo-os em 1981. Apenas em 2000, Rev. Hernandes ingressou no doutorado em Ministério pelo Seminário Teológico Reformado, em Jackson, Mississippi, Estados Unidos da América, tendo obtido o grau de doutor no ano de 2001.

## Mídias sociais e alcance
Além de apresentador do programa "Verdade e Vida", que vai ao ar todos os sábados às 12h30min pela Rede Bandeirantes, e escritor de mais de cento e cinquenta (150) livros, Rev. Hernandes atua também no You Tube, cujo canal oficial possui mais de 1,16 milhões de inscritos, com mais de cento e vinte e sete milhões (127 milhões) de visualizações. Ademais, é um dos maiores expositores Bíblicos da Igreja Presbiteriana de Pinheiros, cujo canal no You Tube tem mais de um milhão (1.000.000) inscritos e mais de duzentos e onze milhões (211.000.000) de visualizações. As visualizações de suas pregações na referida igreja variam entre dez mil (10.000) e quase quinhentas e quarenta mil (540.000).

## Posicionamentos e mídia
No ano de 2012, o Rev. Hernandes participou de uma manifestação cívica promovida pela Igreja Presbiteriana do Brasil, no Estado do Rio de Janeiro, com a presença de aproximadamente vinte mil (20.000) pessoas. O objetivo da manifestação era, segundo o Rev. Marcos Amaral, "uma grande parceria na busca incansável por justiça, verdade, solidariedade e igualdade". O fim da manifestação se deu com uma mensagem levada pelo reverendo Hernandes.
Em 2014, uma multidão protestante marchou "pela família", na intitulada "Marcha para a Família", que contou com a presença de membros da Primeira Igreja Batista de Jardim Camburi, em Vitória, capital do Estado do Espírito Santo. Na praia, a marcha teve pregação do Rev. Hernandes Dias Lopes.
Em 2017, o nome do Rev. Hernandes esteve envolvido em grande polêmica, após a publicação de uma série de mensagens devocionais, de sua autoria, reunidas num volume pela "Rede Hirota Food", intitulado "Cada Dia - Família - Maio 2017". O motivo da polêmica foi o posicionamento do pastor, nos textos, contra o aborto, sexo antes do casamento, submissão da esposa ao marido e união homoafetiva.
O Ministério Público do Trabalho de São Paulo, bem como a Defensoria Pública do mesmo Estado, notificaram a "Rede Hirota Food" para que cessasse a distribuição. O Rev. Hernandes, endossado pela Agência Presbiteriana de Evangelização e Comunicação (autarquia da Igreja Presbiteriana do Brasil), afirmou que:
Em virtude da polêmica gerada pela distribuição do devocionário CADA DIA FAMÍLIA de nossa autoria, pelo Super Mercado Hirota, queremos aqui declarar nossa solidariedade ao Supermercado e esclarecer dois pontos: Primeiro, esse livreto não é uma cartilha, conforme vem sendo divulgado na mídia, mas um devocional mensal editado pela LPC com mensagens cristãs. Segundo, nunca foi nem será nosso propósito polemizar ou atacar pessoas que pensam diferente de nós. Nosso compromisso é com os valores cristãos, conforme estabelecidos na Palavra de Deus, nossa única regra de fé e de prática. Para que todos tenham conhecimento do conteúdo pleno do livreto distribuído, disponibilizamos aqui, o texto na íntegra. No amor de Cristo, nosso único Redentor.
A "Rede Hirota Food", por sua vez, emitiu a seguinte nota:
O Hirota Food Supermercados lamenta qualquer transtorno que tenha causado pela distribuição da cartilha da família. Reiteramos que em momento algum tivemos a intenção de polemizar, ofender ou discriminar qualquer forma de amor. Em nossos valores não há nenhum tipo de preconceito em relação a gênero, religião ou raça. Atendemos todas as famílias da mesma forma, com a mesma humildade e carinho. Nossas sinceras desculpas a todos.
Quanto ao cumprimento da proibição da distribuição do livreto não foi possível, uma vez que os dez mil (10.000) exemplares já estavam esgotados à data da determinação.
Em 2020, o Rev. Hernandes criticou falta de coibição à cristofobia, afirmando que "zombar de Jesus virou liberdade de expressão". No mesmo ano, juntamente com diversos pastores, apoiou o jejum sugerido pelo Presidente Jair Bolsonaro. É crítico do relativismo moral e da propagação da ideologia de gênero, além do movimento neopentecostal. Não obstante, é defensor dos direitos e da justiça sociais.